# 29 avril 1927
Le vendredi 29 avril 1927 est le 119e jour de l'année 1927.

## Naissances
- Abie Nathan (mort le 27 août 2008), militant pacifiste israélien
- Betsy Ancker-Johnson, physicienne américaine
- Big Jay McNeely, saxophoniste et chef d'orchestre de rhythm and blues américain
- Bill Slater, footballeur anglais
- Dorothy Manley, athlète britannique
- Masaaki Ueda (mort le 13 mars 2016), historien japonais
- Michel Salomon, journaliste et lobbyiste français
- Sabino Acquaviva (mort le 29 décembre 2015), sociologue italien
- Ted Burgin, footballeur anglais
- Tom Stonier (mort le 15 juin 1999), biologiste et philosophe allemand

## Décès
- Auguste François Gorguet (né le 27 septembre 1862), peintre et illustrateur français
- Rachel Beer (née le 7 avril 1858), journaliste et rédactrice en chef britannique